# Jerzy Niward Musolff
Jerzy Niward Musolff (ur. 30 maja 1795 w Sławęcinie, zm. 10 października 1872 w Wągrowcu) – ksiądz, ostatni podprzeor wągrowieckiego opactwa – zwany ostatnim Cystersem, filantrop, społecznik, wągrowiecki prekursor inicjatyw związanych ze stałą opieką nad potrzebującymi.

## Życiorys
Uczył się w Chojnicach. W wieku 13 lat oddany został do klasztoru Cysterów w Wągrowcu. W 1818 roku, wyświęcony został na kapłana.
Był podprzeorem klasztoru Cystersów w Wągrowcu – mieście historycznie związanym z zakonem. Po likwidacji klasztoru, dokonanej przez władze pruskie (1835/1836), Musolff został proboszczem parafii poklasztornej, łęgowsko-tarnowskiej, pełniąc następnie tę funkcję przez 34 lata. Parafia rozpoczęła działalność w 1838 roku, była to parafia pw. Wniebowzięcia NMP w Wągrowcu, osadzona w kościele pocysterskim. Przez pewien czas, w 1835 roku, pełnił funkcję gospodarza (prokuratora) seminarium duchownego w Poznaniu. W 1862 roku przyjął godność kanonika kolegiaty kruszwickiej. W latach 1852–1854 był proboszczem parafii farnej w Wągrowcu.
Podczas swego życia, dał się poznać jako filantrop, dobry organizator, pomagając dzieciom, osobom ubogim, starym i chorym.
Pochowany 14 października 1872 roku na cmentarzu Łęgowsko-tarnowskim (obecnie – Cmentarz Komunalny w Wągrowcu, przy ulicy Skockiej – stara część cmentarza). Po śmierci Musolffa, jego majątek, zgodnie z testamentem, zapisany został domowi sierot.

## Dom Sierot pod opieką św. Jerzego
Starania o utworzenie domu sierot (i dzieci zaniedbanych), Musolff rozpoczął w latach 50. XIX wieku, napotykając wiele przeszkód natury finansowej i formalnej. W 1858 roku doszło do podpisania umowy z siostrą Filipiną Studzińską, przełożoną poznańskiej prowincji S.S. Miłosierdzia reguły św. Wincentego a Paulo. Umowa zakładała stałą obecność sióstr, jako opiekunek domu (zostały usunięte przez rząd pruski w okresie Kulturkampfu, wróciły w 1919 roku), zlokalizowanego przy ulicy Gnieźnieńskiej w Wągrowcu. 29 sierpnia 1859 roku, władze pruskie uznały „prawa publicznej korporacji”, przyznając jednocześnie prawo do nabycia ziemi i zatwierdziły akt fundacyjny. Ostateczna redakcja statutu placówki, została ukończona w 1859 roku (władze państwowe uczyniły to dopiero w 1860), dom został otwarty 1 października tego samego roku. Jerzy Niward Musolff zarządzał fundacją przez 12 lat (1860–1872). W placówce funkcjonował także lazaret i szwalnia. W budynkach poklasztornych Musolff utworzył też alumnat dla uczniów gimnazjum.
W domu sierot panowały zasady opierające się na porządku i zamiłowaniu do pracy. Dzieci, które przejawiały zainteresowanie do nauki lub sztuki, miały być w tym kierunku prowadzone. Wychowankowie po osiągnięciu określonego wieku, kształcili się na rzemieślników lub byli oddawani na służbę. Możliwa była również adopcja. Początkowo dom przeznaczony był dla sześciorga dzieci i trzech sióstr, jednak wzrastające zapotrzebowanie sprawiło, że w domu mieszkało nawet 90 dzieci.
Musolff stworzył dom starców – przytułek (1848–1875), dom sierot i alumnat – dwie ostatnie instytucje przetrwały niemal do II Wojny Światowej. Po śmierci Musolffa, prezesem Kuratorium Domu został ksiądz Maciej Bukowiecki. Dom sierot, zlokalizowany początkowo przy ulicy Gnieźnieńskiej, został później przeniesiony na ulicę Kolejową i przetrwał do 1961 roku. Stary budynek przy ulicy Gnieźnieńskiej został wyburzony. Od 1952 roku domem opiekowało się Zrzeszenie „Caritas”, w 1961 roku dom został przejęty przez państwo.
W 2000 roku zostało formalnie zarejestrowane Stowarzyszenie im. ks. Jerzego Niwarda Musolffa, przy parafii pw. św. Wojciecha w Wągrowcu. Dwa lata wcześniej, w tym mieście, zainicjował swą pracę Społeczny Komitet Budowy Hospicjum, który zmienił się w Stowarzyszenie. Dzięki staraniom, między innymi, księdza kanonika Andrzeja Rygielskiego, przy parafii działają jadłodajnia, noclegownia i hospicjum.